# Anna Bretaňská
Anna Bretaňská (francouzsky Anne de Bretagne, bretonsky Anna Breizh, 25. ledna 1477, Nantes – 9. ledna 1514, zámek Blois) byla bretaňská vévodkyně, která se dvakrát po sobě stala i francouzskou královnou. Kromě bretaňského titulu byla hraběnkou z Nantes, Montfortu a Richmontu a vikomtesou z Limoges, díky sňatkům se stala rakouskou arcivévodkyní (1490–1491), královnou Sicílie a Jeruzaléma a milánskou vévodkyní. Ve své době byla nejbohatší ženou v Evropě. Byla také sestřenicí české královny Anny z Foix, manželky Vladislava Jagellonského.

## Jediná dědička
Anna byla jediným dítětem bretaňského vévody Františka II. a navarrské princezny Markéty z Foix, které se dožilo dospělosti (její mladší sestra Isabela zemřela jako dvouletá roku 1490). Jejími prarodiči z matčiny strany byli Gaston IV. z Foix a Eleonora Navarrská. Byla vychovávána jako dědička vévodství. Dostalo se jí dobrého vzdělání, jejími učiteli byli lady Françoise de Dinan a básník Jean Meschinot. Kvůli válce o nástupnictví bylo v Bretani povoleno, aby ženy dědily trůn, ale jen v případě, pokud neexistoval mužský následník. V době, kdy se Anna narodila, byl její otec poslední muž z dynastie Dreux, a tak ji roku 1486 uznal za dědičku bretaňského vévodství, avšak otázka její svatby stále zůstávala. František II. nechtěl, aby Bretaň připadla Francii, a proto se snažil najít pro dceru manžela, se kterým by bylo možné odolat francouzské síle.
Bretaň byla velmi cennou zemí a Anna neměla nedostatek nápadníků. Oficiálně byla jako nevěsta roku 1483 přislíbena Eduardovi, synovi anglického krále Eduarda IV. Ale princ Eduard nedlouho po smrti svého otce a nástupu jeho bratra, Richarda III., za záhadných okolností zmizel a byl prohlášen za mrtvého. Dalšími, kteří se ucházeli o její ruku, byli Maxmilián I. Habsburský (vdovec po Marii Burgundské), Alain d'Albret, Jean de Châlons (oranžský princ) a dokonce ženatý Ludvík, vévoda orleánský.
Roku 1488 byla však armáda Františka II., Annina otce, poražena v bitvě u Saint-Aubin-du-Cormier, která ukončila tzv. bláznivou válku (Guerre folle) mezi Bretaní a Francií. Mírová dohoda byla podepsána u města Sablé-sur-Sarthe. Vévoda František II. byl nucen přijmout v rámci této smlouvy ustanovení, že se jeho dcera nesmí vdát bez souhlasu francouzského krále. František II. zemřel krátce po podepsání dohody, 9. září 1488, na následky zranění způsobeného pádem z koně. Anna se tak stala vévodkyní a Bretaň se dostala do krize, která vedla k poslední francouzsko-bretaňské válce.

## Bretaňská vévodkyně
První, co musela Anna udělat, bylo najít si manžela, který byl orientovaný proti Francii a dostatečně silný, aby si Bretaň zachovala nezávislost. Za nejvhodnějšího kandidáta byl považován Maxmilián I. Habsburský. Anna díky sňatku s Maxmiliánem, který se konal 19. prosince 1490 v zastoupení v Rennes, získala titul římskoněmecké královny. Toto manželství však mělo vážné následky, Francie jej považovala za velkou provokaci. 

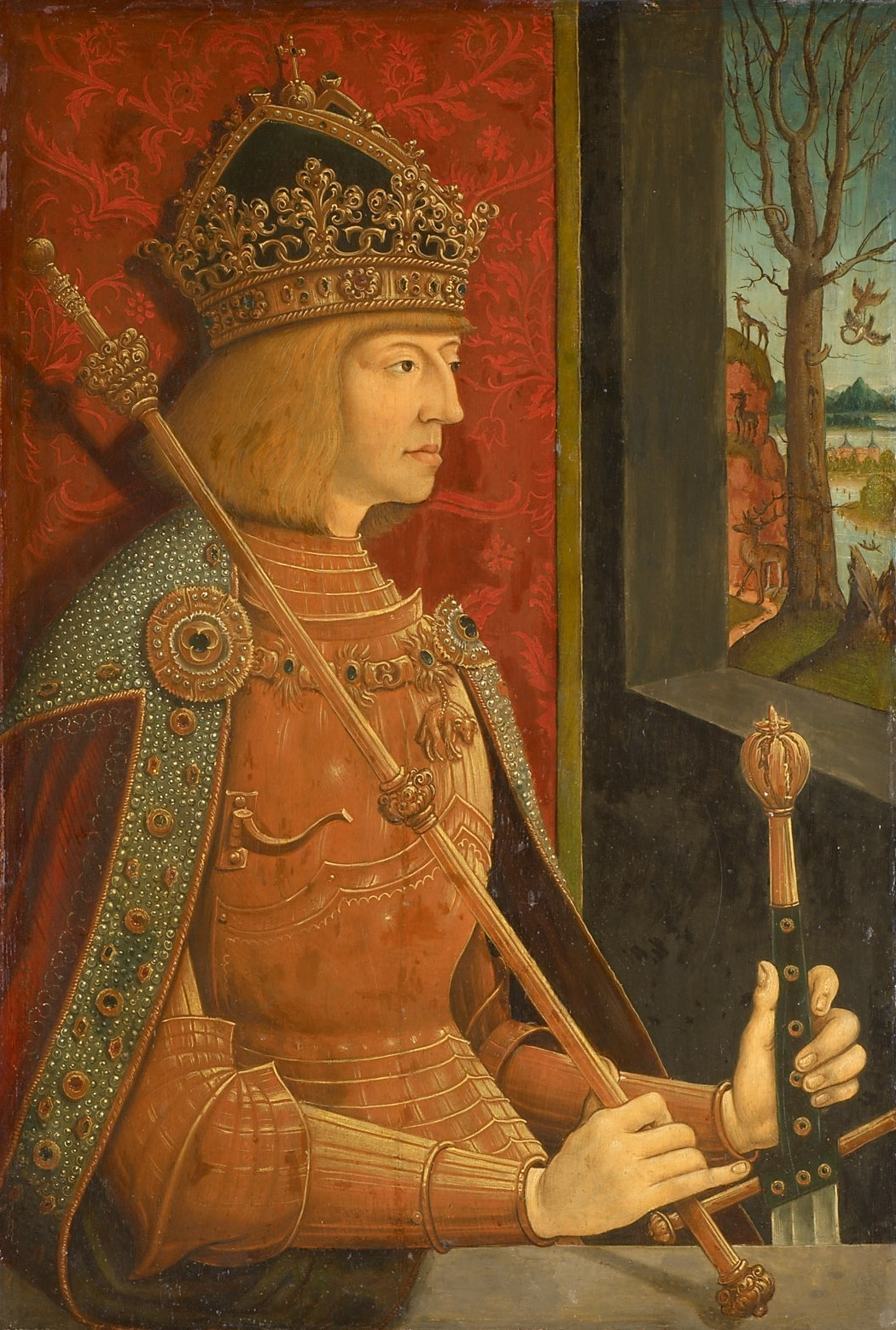
Maxmilián I. Habsburský

Nejen, že Anna k sňatku neměla povolení od francouzského krále, což podle podepsané mírové smlouvy bylo její povinností, ale též bretaňskou vládu dala do rukou nepříteli Francie. Ukázalo se však, že manželství nebylo dobře načasované – Habsburkové byli příliš zaneprázdnění děním v Uhrách, aby mohli soustředit svou pozornost i na Bretaň, a ve Španělsku právě probíhaly boje v Granadě. I když obě království poslala malý počet vojáků na doplnění armády vévodkyně, v žádném případě si nedovolili otevřenou válku s Francií. Jaro 1491 přineslo francouzskému generálovi La Trémoilleovi a králi Karlovi VIII. nové úspěchy – začali obléhat Rennes.

### Svatba s francouzským králem
Maxmiliánovi se nepodařilo při obléhaní města Anně pomoci a Rennes padlo. Anna se následně ve městě zasnoubila s Karlem VIII. Potom, doprovázená svou armádou (některé historické záznamy tvrdí, že se svatbou souhlasila ochotně), přišla na zámek Langeais, kde se za Karla vdala. Rakousko však začalo protestovat a tvrdilo, že manželství je nezákonné, protože nevěsta s ním nesouhlasila a navíc už byla vdaná za Maxmiliána. Karel byl rovněž zasnoubený s Markétou Habsburskou, Maxmiliánovou dcerou. Anna i tak oslavila své druhé manželství s Karlem 6. prosince 1491 na zámku Langeais.

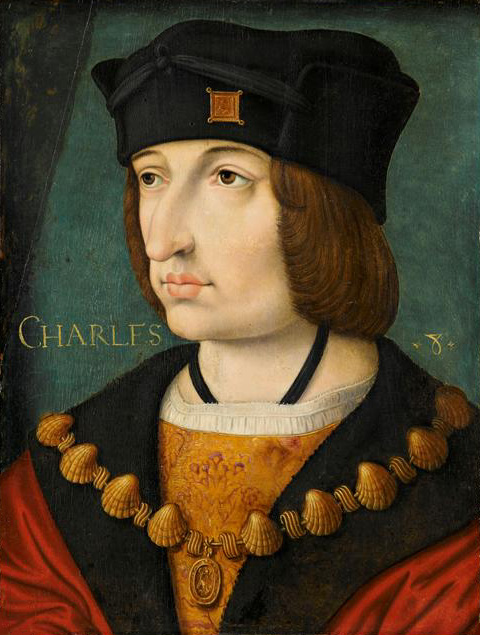
Karel VIII. Francouzský

Toto manželství bylo následně 15. února 1492 schváleno i papežem Inocencem VIII. Manželské smlouvy ustanovily, že ten z manželů, který přežije druhého, dostane Bretaň. Smlouva též stanovovala, že pokud Karel zemře bez mužského potomka, Anna se vdá za jeho nástupce a zabezpečí tak francouzskému králi druhou šanci na získání Bretaně.

## Francouzská královna
Annino manželství nezačalo dobře – s králem žili často odděleně. Anna byla pomazaná a korunovaná francouzskou královnou 8. února 1492 v bazilice Saint-Denis. Manžel jí zakázal používat titul bretaňské vévodkyně, což vedlo k hádkám a neshodám. V období, kdy Karel VIII. bojoval ve válkách v Itálii, zastupovala ho jeho sestra Anna z Beaujeu. Anna, která byla těhotná po většinu manželství, žila převážně v královských zámcích v Amboise, Loches a Plessis nebo v městech Lyon, Grenoble či Moulins. Když Karel VIII. dobyl Sicílii a Jeruzalém, stala se Anna královnou Sicílie a Jeruzaléma.
Z jejich manželství vzešly čtyři děti, z nichž žádné nepřežilo rané dětství. První dítě, Karel Orlando (11. říjen 1492 – 16. prosinec 1495), žilo nejdéle – přes tři roky. Bylo to zdravé a inteligentní dítě, miláček svých rodičů, kteří utrpěli velký šok, když dítě náhle zemřelo na osypky. Dalším dítětem byl Karel, který však žil asi jen jeden měsíc. Jejich třetí a čtvrté dítě, František a Anna, též zemřeli krátce po narození. Tyto tragédie způsobily Anně velkou bolest.

## Vdova po králi a další sňatek
Když Karel VIII. roku 1498 zemřel, bylo Anně 21 let a neměla děti. Podle smlouvy se měla vdát za nového krále, Ludvíka XII. Ale ten už byl ženatý s Janou z Valois, dcerou Ludvíka XI. a sestrou Karla VIII. Anna 19. srpna 1498 v městě Étampes souhlasila, že se vdá za Ludvíka, pokud on do roka anuluje své manželství s Janou. Doufala, že se mu nepodaří manželství zrušit, ale mýlila se – Ludvík se spojil s Cesare Borgiou, který přiměl svého otce, papeže Alexandra VI., aby jeho první manželství pro údajnou neplodnost Jany ještě před koncem roku 1498 anuloval.
Když se tak stalo, Anna se v říjnu 1498 vrátila do Bretaně. Opět jmenovala věrného Filipa z Montaubanu na post bretaňského kancléře a oranžského prince bretaňským generálporučíkem, shromáždila stavy v Bretani a nařídila výrobu mincí se svým jménem. Chopila se příležitosti a vydala se na cestu po zemi, navštívila mnoho měst, která jako dítě nikdy neviděla. Její příjezdy do měst byly velkolepé a poddaní obdivovali její přepych.

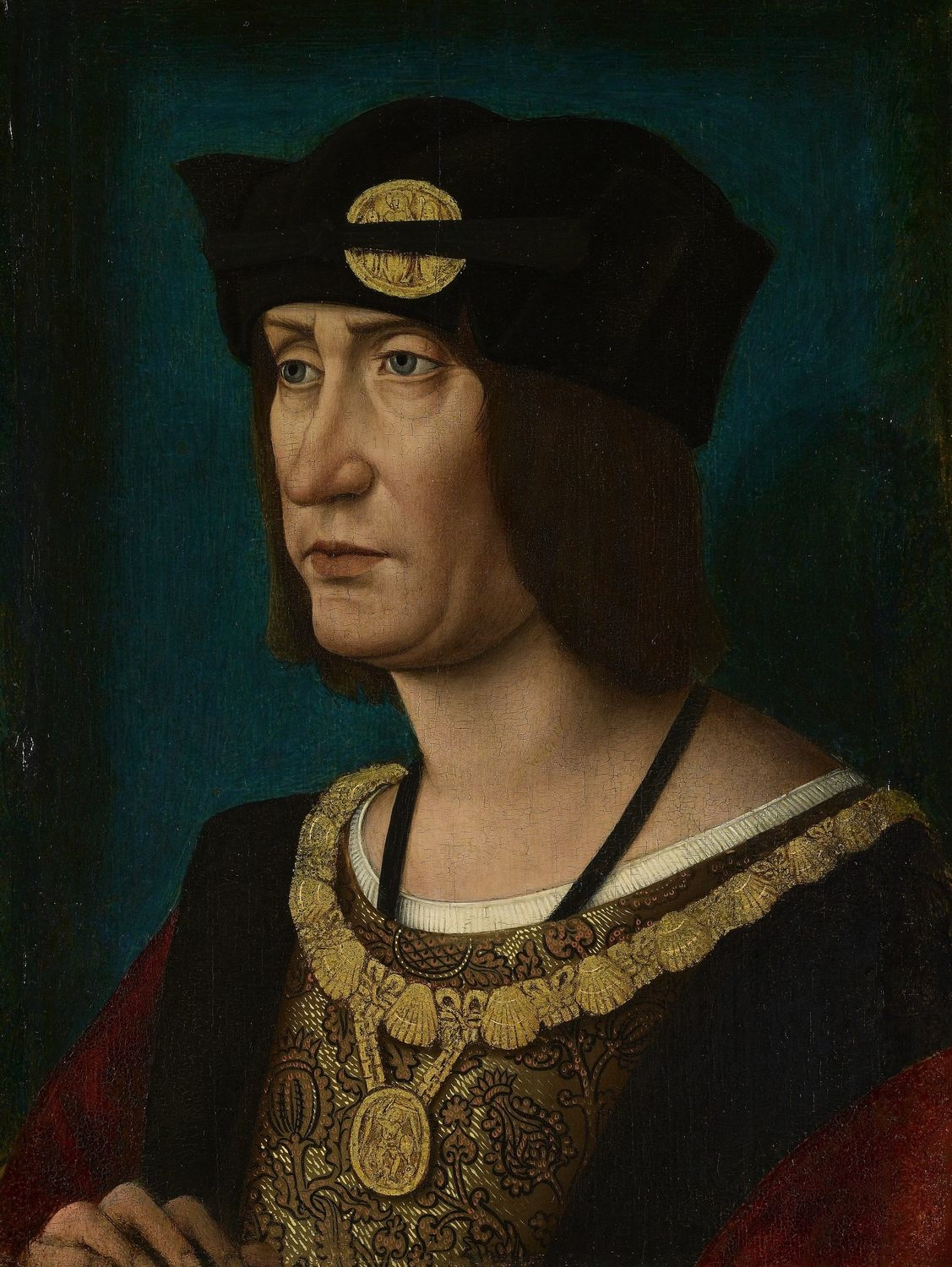
Ludvík XII.

### Třetí manželství a titul francouzské královny
Annino třetí manželství, které bylo uzavřeno 8. ledna 1499, bylo dohodnuto za úplně jiných podmínek než předcházející dvě manželství. Už totiž nebyla dítě, ale bohatá královská vdova a rozhodně žádala uznání svých práv jako suverénní vévodkyně. I když její nový manžel v Bretani uplatnil panovnické pravomoci, akceptoval svůj titul vévoda - manžel, formálně uznal její práva na titul bretaňské vévodkyně a rozhodnutí vydával jejím jménem.
Jako panovnice vášnivě obhajovala nezávislost svého vévodství. Roku 1501 dohodla sňatek své dcery Klaudie s Karlem V. kvůli posílení francouzsko-španělského spojenectví a zabezpečení francouzského úspěchu v italských válkách. Ale Ludvík manželství zrušil, když bylo pravděpodobné, že Anna neporodí mužského dědice. Namísto toho dohodl manželství mezi Klaudií a dědicem francouzského trůnu Františkem z Angoulême. Anna, rozhodnutá udržet nezávislost Bretaně, do své smrti odmítala schválit toto manželství a nadále se snažila získat pro Klaudii za manžela Karla. Také se snažila, aby vévodství po ní zdědila její další dcera Renée. Klaudie se nakonec za Františka provdala rok po matčině smrti.
Anně se nepodařilo přežít zimu 1513–1514, kdy zemřela po záchvatu způsobeném ledvinovými kameny na zámku v Blois. Pochovaná je v bazilice Saint-Denis. Její pohřeb byl výjimečně dlouhý – trval 40 dní a inspiroval tak všechny budoucí královské pohřby až do 18. století. Zádušní mši pravděpodobně složil známý skladatel Johannes Prioris.
Podle její poslední vůle mělo být její srdce umístěno do vznešeného zlatého relikviáře, který měl být přenesen do Nantes. 19. března 1514 byl uložen do podzemí kláštera do hrobky vybudované Anninými rodiči a později byl přenesen do Katedrály sv. Petra. Relikviář s Anniným srdcem má oválný tvar a je vyrobený ze zlata. Vyrobil ho anonymní zlatník na dvoře v Blois. V roce 1792 byl z nařízení Národního konventu relikviář exhumován, vyprázdněn a zadržen jako součást sbírky drahých kovů patřících církvi a poslán do Nantes na vystavení. Od roku 1896 je tento relikviář vystaven v muzeu Dobrée.

## Vlastnosti a charakteristika

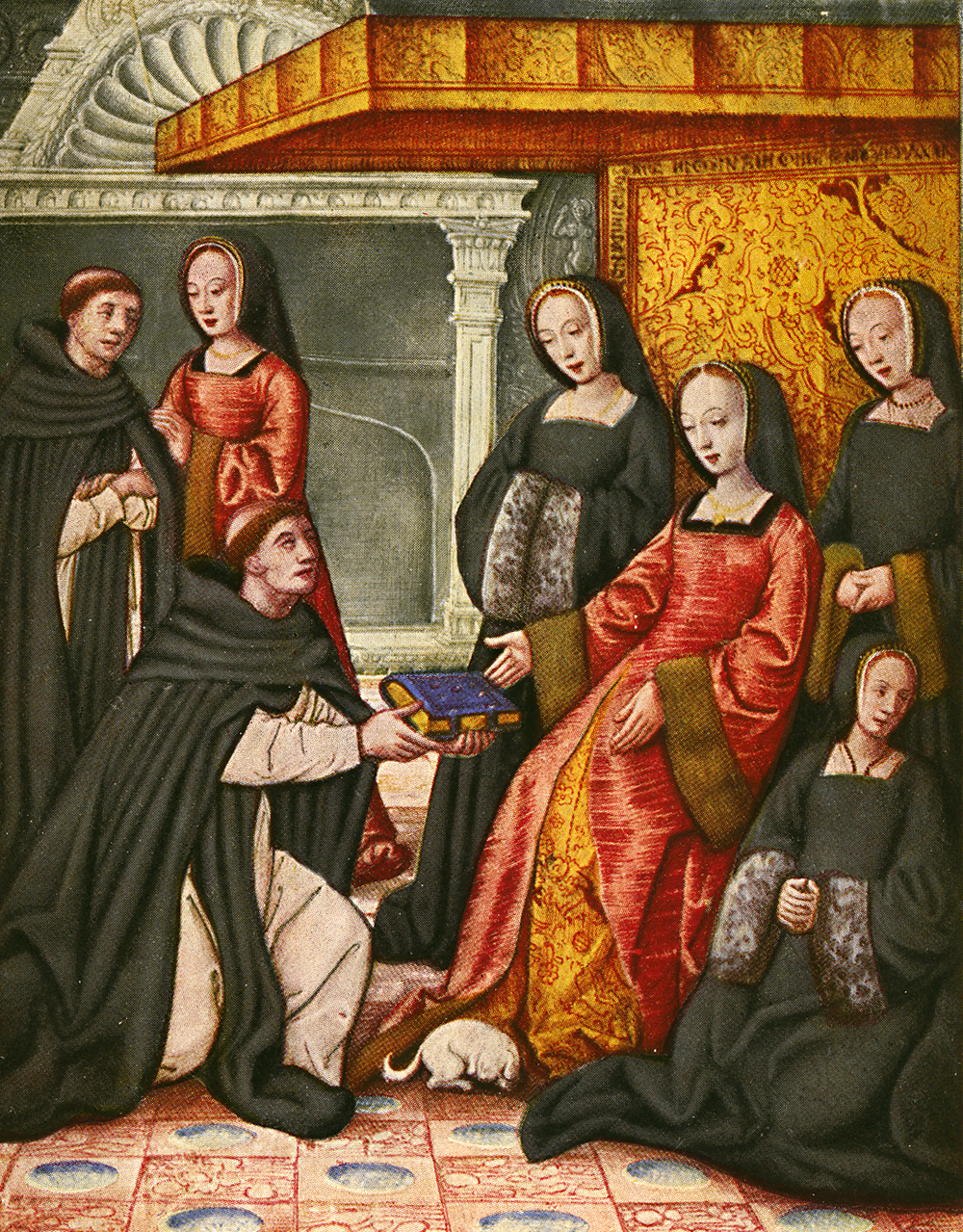
Královna Anna Bretaňská kolem roku 1506

Anna byla velmi inteligentní žena, která věnovala hodně času správě Bretaně. Její současníci ji popisovali jako vzdělanou, hrdou a se vznešenými způsoby. Chránila bretaňskou autonomii a nezávislost na francouzské koruně, na což vynakládala úsilí po celý život, i když už krátce po její smrti se země stala součástí Francie. Milovala umění a hudbu. Na královském dvoře též zavedla dvorní dámy.
Anna byla oddaná matka a se svými dětmi trávila tolik času, kolik jen bylo možné. Pro svého syna Karla Orlanda opatřila modlitební knihu, která se používala při jeho výuce modliteb a správného chování. Naneštěstí Karel Orlando zemřel v roce 1495 a žádný další její syn nežil déle než několik týdnů.
V době manželství s Karlem VIII., když bylo Anně 14 let, ji popisovali jako mladé, růžolící děvče. V době manželství s Ludvíkem, ve věku 22 let, kdy za sebou měla sedm těhotenství, ale žádné žijící dítě, byla velmi bledá a vyčerpaná. Za celý svůj život byla těhotná čtrnáctkrát, přičemž sedm dětí se narodilo už mrtvých a ze zbývajících sedmi se jen dvě dcery dožily dospělosti.

## Manželství a potomci

### První manželství
Annino první manželství s Maxmiliánem I. Habsburským, které bylo uzavřeno 19. prosince 1490, se konalo v zastoupení. Následujícího roku bylo však papežem anulováno, protože sňatek se nikdy neuskutečnil osobně a nedá se tedy považovat za skutečné manželství.

### Druhé manželství
Jejím druhým manželem byl Karel VIII., francouzský král, kterého si vzala na zámku Langeais 6. prosince 1491. Byla s ním sedmkrát těhotná:
- Karel Orlando (11. října 1492 – 16. prosince 1495), francouzský dauphin, podlehl spalničkám
- syn, narodil se mrtvý; Anna otěhotněla na přelomu let 1492 a 1493, ale cestovala s manželem z jednoho zámku na druhý a porod začal během cesty v courcelleském lese, dítě se narodilo předčasně a bylo mrtvé (srpen 1493)
- děvče, též se narodilo mrtvé (Anna otěhotněla pět měsíců po potratu a vyhýbala se cestování – pobývala v Amboise, poblíž nejstaršího syna. Ale v únoru 1494 doprovázela manžela do Lyonu, kde se král připravoval na odjezd do Itálie do války a po příjezdu (15. března) se zúčastnila všech obřadů; stres ze slavnosti způsobil předčasný porod a narodilo se jí mrtvé děvče.)
- nové těhotenství v srpnu 1494, ale dítě se opět narodilo mrtvé
- Karel (8. září 1496 – 2. října 1496), jeho smrt zapříčinila, že Anna v zoufalství odešla do Moulins
- František (*/† červenec 1497)
- Anna (*/† 20. března 1498)

### Třetí manželství
Anniným třetím manželem byl Ludvík XII. a i s ním byla sedmkrát těhotná:
- Klaudie Francouzská (13. října 1499 – 20. července 1524) – bretaňská vévodkyně, francouzská královna jako manželka Františka I.
- syn, narodil se mrtvý (1500)
- syn, narodil se mrtvý (21. leden 1503)
- na konci roku 1503 podle některých záznamů potratila.
- opět potratila v roce 1505
- syn, narodil se mrtvý (1508)
- potrat 1509
- Renata Francouzská (1510–1575) – manželka Ercolea II. d'Este, vévody z Ferrary, vévodkyně ze Chartres
- syn, mrtvý 1512

## Anna Bretaňská v kultuře
Už za života ji královská propaganda Karla VIII. a Ludvíka XII. představovala jako dokonalou královnu, symbol spojení a míru mezi francouzským královstvím a bretaňským vévodstvím. V následujících stoletích historici a populární kultura Anně někdy připisovali fyzické a psychické vlastnosti, které často nejsou historicky podloženy.
V roce 1991 se v Langeais slavilo 500. výročí sňatku Anny Bretaňské a Karla VIII.
Anna je vedle svatého Iva jednou z nejslavnějších postav bretaňské historie. Její jméno nese řada obchodů, hotelů a ulic, trojstěžňová loď a dokonce i značka bretaňského piva (Duchesse Anne – Vévodkyně Anna). Anně je věnováno několik písní, básní, dvě opery (ze 70. let 19. století a z roku 2001) a nová rocková opera z června 2009.

## Vývod z předků
|                |                    |  |                      |                         |  |  |  |  |  |  |  | Jan z Montfortu |
|                |                    |  |                      |                         |  |  |  |  |  |  |  |                 |
|                | Jan IV. Bretaňský  |  |                      |                         |  |  |  |  |  |  |  |                 |
|                |                    |  |                      |                         |  |  |  |  |  |  |  |                 |
|                |                    |  |                      | Johana Flanderská       |  |  |  |  |  |  |  |                 |
|                |                    |  |                      |                         |  |  |  |  |  |  |  |                 |
|                | Richard Bretaňský  |  |                      |                         |  |  |  |  |  |  |  |                 |
|                |                    |  |                      |                         |  |  |  |  |  |  |  |                 |
|                |                    |  |                      | Karel II. Navarrský     |  |  |  |  |  |  |  |                 |
|                |                    |  |                      |                         |  |  |  |  |  |  |  |                 |
|                | Jana Navarrská     |  |                      |                         |  |  |  |  |  |  |  |                 |
|                |                    |  |                      |                         |  |  |  |  |  |  |  |                 |
|                |                    |  |                      | Johana Francouzská      |  |  |  |  |  |  |  |                 |
|                |                    |  |                      |                         |  |  |  |  |  |  |  |                 |
|                | František II.      |  |                      |                         |  |  |  |  |  |  |  |                 |
|                |                    |  |                      |                         |  |  |  |  |  |  |  |                 |
|                |                    |  |                      | Karel V. Francouzský    |  |  |  |  |  |  |  |                 |
|                |                    |  |                      |                         |  |  |  |  |  |  |  |                 |
|                | Ludvík z Valois    |  |                      |                         |  |  |  |  |  |  |  |                 |
|                |                    |  |                      |                         |  |  |  |  |  |  |  |                 |
|                |                    |  |                      | Johana Bourbonská       |  |  |  |  |  |  |  |                 |
|                |                    |  |                      |                         |  |  |  |  |  |  |  |                 |
|                | Markéta Orleánská  |  |                      |                         |  |  |  |  |  |  |  |                 |
|                |                    |  |                      |                         |  |  |  |  |  |  |  |                 |
|                |                    |  |                      | Gian Galeazzo Visconti  |  |  |  |  |  |  |  |                 |
|                |                    |  |                      |                         |  |  |  |  |  |  |  |                 |
|                | Valentina Visconti |  |                      |                         |  |  |  |  |  |  |  |                 |
|                |                    |  |                      |                         |  |  |  |  |  |  |  |                 |
|                |                    |  |                      | Izabela Francouzská     |  |  |  |  |  |  |  |                 |
|                |                    |  |                      |                         |  |  |  |  |  |  |  |                 |
| Anna Bretaňská |                    |  |                      |                         |  |  |  |  |  |  |  |                 |
|                |                    |  |                      |                         |  |  |  |  |  |  |  |                 |
|                |                    |  | Archambaud z Grailly |                         |  |  |  |  |  |  |  |                 |
|                |                    |  |                      |                         |  |  |  |  |  |  |  |                 |
|                | Jan I. z Foix      |  |                      |                         |  |  |  |  |  |  |  |                 |
|                |                    |  |                      |                         |  |  |  |  |  |  |  |                 |
|                |                    |  |                      | Isabela z Foix          |  |  |  |  |  |  |  |                 |
|                |                    |  |                      |                         |  |  |  |  |  |  |  |                 |
|                | Gaston IV. z Foix  |  |                      |                         |  |  |  |  |  |  |  |                 |
|                |                    |  |                      |                         |  |  |  |  |  |  |  |                 |
|                |                    |  |                      | Karel I. z Albretu      |  |  |  |  |  |  |  |                 |
|                |                    |  |                      |                         |  |  |  |  |  |  |  |                 |
|                | Johana z Albret    |  |                      |                         |  |  |  |  |  |  |  |                 |
|                |                    |  |                      |                         |  |  |  |  |  |  |  |                 |
|                |                    |  |                      | Marie ze Sully          |  |  |  |  |  |  |  |                 |
|                |                    |  |                      |                         |  |  |  |  |  |  |  |                 |
|                | Markéta z Foix     |  |                      |                         |  |  |  |  |  |  |  |                 |
|                |                    |  |                      |                         |  |  |  |  |  |  |  |                 |
|                |                    |  |                      | Ferdinand I. Aragonský  |  |  |  |  |  |  |  |                 |
|                |                    |  |                      |                         |  |  |  |  |  |  |  |                 |
|                | Jan II. Aragonský  |  |                      |                         |  |  |  |  |  |  |  |                 |
|                |                    |  |                      |                         |  |  |  |  |  |  |  |                 |
|                |                    |  |                      | Eleonora z Alburquerque |  |  |  |  |  |  |  |                 |
|                |                    |  |                      |                         |  |  |  |  |  |  |  |                 |
|                | Eleonora Navarrská |  |                      |                         |  |  |  |  |  |  |  |                 |
|                |                    |  |                      |                         |  |  |  |  |  |  |  |                 |
|                |                    |  |                      | Karel III. Navarrský    |  |  |  |  |  |  |  |                 |
|                |                    |  |                      |                         |  |  |  |  |  |  |  |                 |
|                | Blanka Navarrská   |  |                      |                         |  |  |  |  |  |  |  |                 |
|                |                    |  |                      |                         |  |  |  |  |  |  |  |                 |
|                |                    |  |                      | Eleonora Kastilská      |  |  |  |  |  |  |  |                 |
|                |                    |  |                      |                         |  |  |  |  |  |  |  |                 |